# Monument voor Vrijheid, Verdraagzaamheid en Vrede (Oss)

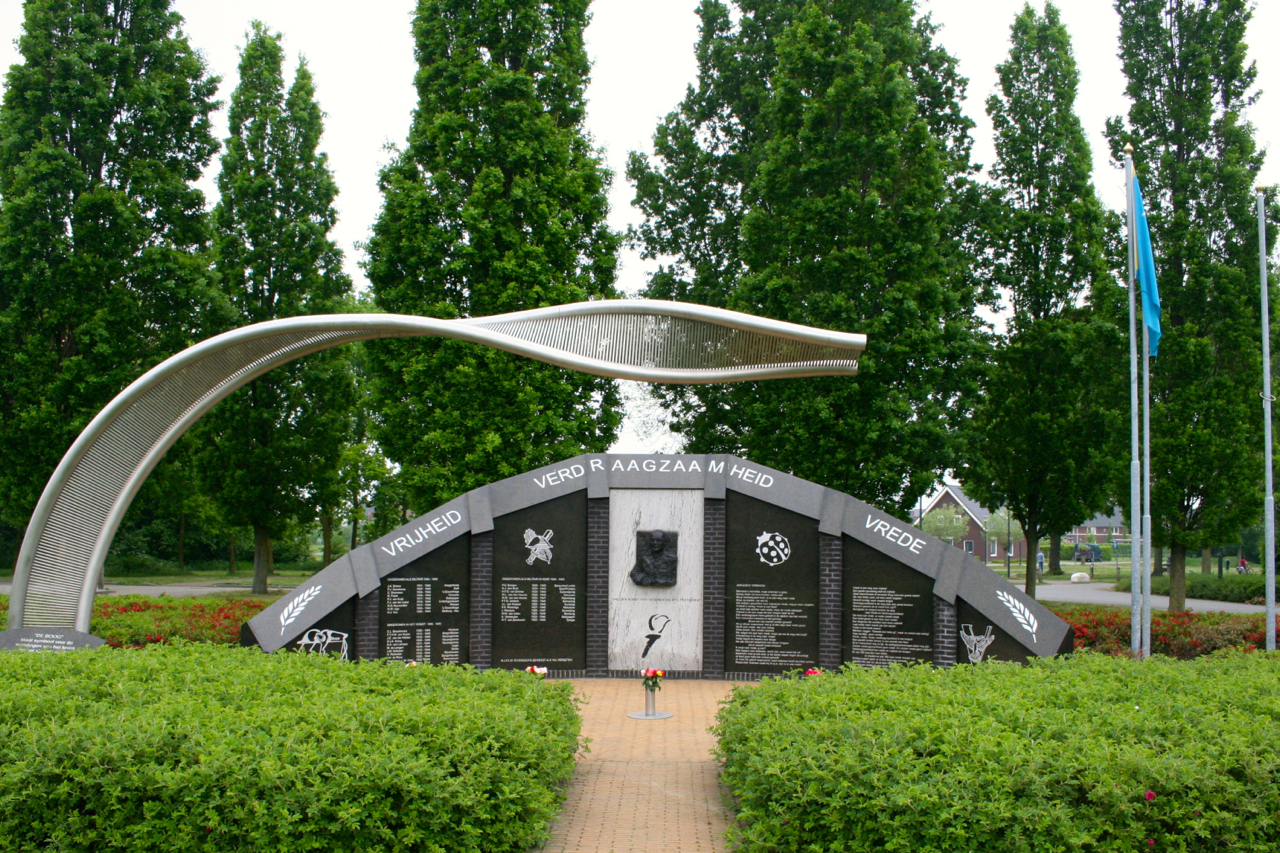
Het monument voor Vrijheid, Verdraagzaamheid en Vrede in Oss

Het monument voor Vrijheid, Verdraagzaamheid en Vrede is een Nederlands oorlogsmonument in Oss dat op 14 april 2004 werd onthuld. Het monument is ter nagedachtenis van militairen in dienst van het Nederlands Koninkrijk 1940-1945, verzet in Nederland en militairen in dienst van het Nederlandse Koninkrijk na 1945.

## Ontstaansgeschiedenis en verloop
Het monument is opgericht ter nagedachtenis aan 32 Ossenaren die als militair of verzetsstrijder zijn omgekomen in de Tweede Wereldoorlog of tijdens de politionele acties in het voormalig Nederlands-Indië. Het monument is een initiatief van Stichting Ter Oprichting van het Monument voor Vrijheid,Verdraagzaamheid en Vrede. Het monument is ontworpen door een kunstenares uit Oss, Ger van Ipen-Schenkels.
In 2015 is een aanpassing aan de achterzijde van het monument aangebracht: een gedenkplaat met namen van de sponsoren die de realisatie van dit monument mogelijk hebben gemaakt. Dit monument is in schooljaar 2017-2018 geadopteerd door de Openbare School Mettegeupel is Oss.

### Betrokkenheid jeugd
Bij het maken van het monument is de Osse jeugd betrokken. Zij hebben de Nederlandstalige teksten voor op het monument bedacht. Deze zijn op 11 april 2003 onthuld. Daarnaast hebben leerlingen van het Titus Brandsma Lyceum geholpen bij het metselen van een deel van het monument.

### Herdachte groepen
Het monument dient ter nagedachtenis van meerdere groepen: militairen in dienst van het Nederlandse Koninkrijk 1940-1945, verzetsstrijders in Nederland en militairen in dienst van het Nederlandse Koninkrijk na 1945.
Volgens ontwerpster Ger van Iperen-Schenkels komen de militairen die tegenwoordig op missie gaan terug met vergelijkbare trauma’s als de soldaten uit bijvoorbeeld de Tweede Wereldoorlog. Met het monument wil zij de nooit eindigende inspanningen, die nodig zijn voor het behoud van vrijheid, verdraagzaamheid en vrede, benadrukken.

### Locatie en vormgeving
Het monument staat midden in een woonwijk aan de Prof. Regoutstraat in Oss. Het is geplaatst in het plantsoen tussen de appartementen en tegenover basisschool De Nieuwe Link.
Het 'Monument voor Vrijheid, Verdraagzaamheid en Vrede' heeft een ronding van baksteen met daarop zeven panelen van natuursteen. De ronding is 3 meter hoog, 9 meter 90 breed en 2 meter 30 diep. Voor de ronding staat een roestvrijstalen boog van 4 meter hoog, 9 meter breed en 1 meter diep. De boog bestaat uit twee gebogen en gedraaide pijpen van 10 meter 80 lang en met een doorsnede van 16 centimeter. Tussen de pijpen zitten spijltjes van 50 centimeter lang en een doorsnede van 2 centimeter.
Volgens de ontwerpster heeft de boog een abrupt einde omdat het leven van de militairen en verzetsstrijders abrupt eindigde. De boog symboliseert volgens haar ook de snelheid van de tijd waarin we leven en de wendingen die we daarin meemaken.
De zeven panelen staan volgens Ger van Iperen-Schenkels voor allerlei soorten van vrijheden. Het belangrijkste paneel is volgens haar die van Titus Brandsma. Ze heeft hem een centrale plek gegeven op het monument door hem af te beelden in kleding van het kamp in Amersfoort.  